# Mañaneras
Mañaneras fue un magazine argentino que contaba con la conducción de Karina Mazzocco y Paula Trapani.

## Temática
Fue un programa que se emitía de lunes a viernes por la mañana. El programa (en reemplazo de La casa de América, estrenado el 19 de mayo de 2008) comenzó el 15 de septiembre de 2008 y finalizó el 23 de diciembre de 2010.
Desde febrero de 2010, América decidió transmitir el programa a la tarde.
Contaba con diferentes secciones que tenían a cargo las panelistas, sobre actualidad, los escándalos, revistas, cocina, moda. Además se trataban las últimas noticias surgidas del noticiero de América, realizado por la doctora Merlina y la psicóloga Andrea.
Después del debut (15 de septiembre de 2008) el diario La Nación calificó el día 18 de septiembre el programa como "bueno".

Que por fin un programa matutino haya decidido omitir de su agenda central las profusas alusiones a la actualidad televisiva (con patinadores y bailarines a la cabeza) es algo que merece destacarse. Y que en su reemplazo aparezcan temas de actualidad o de fuerte interés para la teleaudiencia femenina, estén o no ese día en las primeras planas de los diarios, también.
Lo que Mañaneras parece decirnos es que también hay vida (y mucha) más allá de las referencias de segunda mano sobre lo que pasó el día anterior con la farándula en pantalla. Y que resulta más importante y valioso para el televidente detenerse, hablar y ponerse a pensar sobre otros asuntos: los trasplantes de órganos, las adicciones, el reparto de bienes tras un divorcio y las derivaciones de algunas cuestiones de gran repercusión social.

A partir de una fórmula habitual en las señales femeninas del cable (dos conductoras y un panel fijo, integrado aquí por una abogada, dos médicos y una psicóloga), Mañaneras confiesa sin ambages desde su mirada la intención de ganar a la mujer como espectadora preferencial.

Pero es tan fuerte en la TV de nuestros días la farandulización de la actualidad y el hecho de tomarse a la ligera hasta el tema más delicado que aún las iniciativas que tratan de evitar ese camino quedan todavía sujetas a una influencia poderosa y abarcadora.

Anteayer, la sorpresiva irrupción de Raúl Portal para defender al sacerdote Julio César Grassi mostró hasta dónde puede llegar este programa y cuáles son sus límites. En esa larga discusión algún panelista y las conductoras invocaron su derecho a expresar sus simples "impresiones" acerca de un tema sobre el que Portal, razonablemente, reclamaba no prejuzgar y evitar opiniones livianas y apresuradas.

Tal vez estemos ante el ensayo inicial de una búsqueda que justifica el esfuerzo y en la cual habrá que perseverar. Por ser el punto de partida hay aquí altibajos e indefiniciones como la frecuente falta de decisión de las conductoras -agradables y con buena presencia- para coordinar y darles un rumbo a los debates junto con el panel. 
 Diario La Nación (2008)

Durante la madrugada del viernes 26 de noviembre de 2010 falleció la panelista y abogada Merlina Licht a causa de un cáncer de estómago.
Ese mismo día en Intrusos en el espectáculo, el periodista Jorge Rial leyó una carta que había escrito la panelista.

“Es bueno recordar aquel 25 de febrero donde me senté en vivo a relatarle a quien estuviera mirando que tenía cáncer. Fue liberador e inspirador para muchos hablar de algo que es todavía vivido como algo que debe guardarse en secreto, no por mantener la calma o la privacidad, sino como algo que estigmatiza, rebaja y daña”.

“(...)Mi cuerpo está sano, me dije, y no voy a tratar de calmar la parte que sí está afectada. Seguí trabajando, haciendo ejercicios y traté de llevar una vida más o menos normal. En la medida que los síntomas se acentuaron, la sensación de sanidad, de control de tu propio cuerpo empieza a hacerte tambalear: es muy difícil subir a la balanza y ver que se ha perdido peso o que pasás de un talle 27 de jean al 25. Entrar a un negocio y pedir un jean de ese talle pienso es lo que te hace sentir poderosa en esta sociedad de locos, y a mí me resulta demoledor”.

"Fue duro llegar a esta instancia. Me había acostumbrado o mejor dicho, había anestesiado el concepto de la enfermedad… El enfrentarse al hecho del tratamiento, cosa que por lo general es algo que te dan de inmediato una vez declarado el cáncer, suele convulsionar de manera rápida la vida, del enfermo y de la familia…Es como que no te dan tiempo a pensar y tu esperanza está puesta allí, combinada con la desazón, la angustia y el bajón que te da aquello que no se ha terminado de digerir. Tener cinco meses sin tratamiento te vuelve a poner de manifiesto que se tiene una enfermedad que es devastadora y su tratamiento más aún. (…) Se puede estar enfermo y no morir, y se puede estar sano y morir de un momento para el otro. Insisto, saber que el pelo se caería, que el cuerpo sano que me acompañaba hasta ahora podía afectarse por el tratamiento, me pegó un cachetazo enorme que me llevó hasta el primer cachetazo donde me enteré de la noticia. Lo peor es el miedo al agresor….Lo mejor es querer enfrentarlo. (…) Pensé en “guerra”… Pensé en mis hijos otra vez, y me di cuenta que al ser madre, no le tenés miedo al dolor. Que pueden hacer lo necesario con mi cuerpo físico, pero nada puede ser tan grave porque lo más importante es seguir viviendo por ellos. No entregarse es la meta… Es como caer prisionera durante muchos meses en un lugar donde te rapan, te torturan, te ponés débil y tenés que soportar de todo…Con la diferencia de que a diario podés seguir viendo a tus hijos, tu marido, tus padres y todos los afectos de los que quieras rodearte”.

“(...) El día anterior al tratamiento fui a la peluquería a hacerme el color y peinarme. Para qué me preguntaban? Si se te va a caer el pelo en una semana… Y si se cae en dos o en tres, qué? Me preguntan e insisten por cómo estoy de ánimo. La verdad es que no hay estado anímico que resista sentirse mal, pero lo importante es obligarse a diario a hacer ciertas cosas. (…) Seguramente las decisiones que tomamos en cuanto a nuestras prioridades en momentos difíciles son aquellas que masticamos y rumiamos y no terminamos de digerir (Oh, qué casual para alguien con una dolencia en el estómago) Arreglarse… No quedarse abatida vestida en calzas es prioridad. No me importa si hoy no salgo de mi casa, igual me maquillé y me vestí. La versión de una tiene que estar intacta”.

“(…) Eso que te dicen de vivir el día a día está muy lindo pero para mí, la vida siempre fue planificar y sacar conclusiones de los objetivos. Por qué habría de cambiar ahora? Te dicen también que uno debe ser más egoísta que nunca y no hay margen para contener a nadie, sin embargo, trato de esforzarme conteniendo a mi marido que a veces está mal, o a mis padres, que se brotaron de ansiedad y me llaman más que nunca como si tuvieran un acciones en la compañía de teléfono...".

"(...) A nadie parece importarle el tema de la estética del paciente oncológico. Te comentan que está bueno hacerse un peluca y punto, pero en cuanto tenga mis primeras experiencias al respecto voy a dedicarme a este aspecto. Sexo: Este es un problema de alto impacto en las mujeres, sobre todo con las enfermedades de mayor incidencia que son las de cáncer de mama o de útero, donde el impacto es absoluto sobre la sexualidad. En los hombres se dan problemas cuando los aqueja la dolencia en próstata, y más allá de eso, el estado anímico y los dolores te pueden impedir pensar en eso… Me preocupa, una geisha como yo siempre tiene que cumplir con su “marido en el bosque”, que es un concepto que me gusta de una película que vi de judíos refugiados en el bosque y cómo en esa situación las mujeres debían elegir uno mientras durara el exilio".
 Merlina Licht (†2010).

## Elenco
1. Paula Trapani: periodista y conductora del programa.
2. Karina Mazzocco: conductora del programa.[8]
3. Carmela Barbaro: encargada de la sección de las revistas, llamada "El kioskito de Carmela".
4. Merlina Licht (†): abogada
5. Marcela Diodati: psicóloga
6. Andrea: psicóloga
7. Jimena Monteverde: cocinera.[15]
8. Lorena Toso: periodista.
9. Fabian Medina Flores: experto en moda
10. Daniel Datola: sección de humor con monólogos sobre temas de la vida cotidiana.
11. Marcelo Elbaum: asesor financiero.
12. Alejandra Valledor: abogada.[16]
13. Mercedes Ninci: periodista.[16]

## Algunos invitados famosos
1. China Zorrilla.[17]
2. Amado Boudou
3. Chiche Gelblung.[18]
4. Jorge Rial
5. Luis Ventura
6. Jesica Cirio
7. Pata Villanueva: en el programa comentó su relación en exclusiva con Tinelli.
8. Roberto Piazza
9. Aschira: en el programa habló sobre la relación con el mediático Ricardo Fort.[19]

## Premios y nominaciones
1. 2010 - Labor Periodística Femenina - Carmela Barbaro - Nominada.[20]